# Thyriochlorota courtini
Thyriochlorota courtini är en skalbaggsart som beskrevs av Soula 2002. Thyriochlorota courtini ingår i släktet Thyriochlorota och familjen Rutelidae. Inga underarter finns listade i Catalogue of Life.